# Список умерших в 1335 году
В этой статье представлен список известных людей, умерших в 1335 году.
См. также: Категория:Умершие в 1335 году

## Январь
- 24 января — Гийом де Сен-Мор — канцлер Франции (1329—1335)

## Февраль
- 23 февраля — Гертруда фон Ортенберг[нем.] — немецкая религиозная деятельница
- 27 февраля — Нидзё Митихира[англ.] — японский государственный деятель, кампаку (1316—1318, 1327—1330)
- Джон Клинтон — барон Клинтон (1315—1335).

## Март
- 1 марта — Родриго Ибаньес[англ.] — епископ Луго (1319—1320), епископ Туя (1326—1335)
- 6 марта — Этьенн де Бургей[фр.] — архиепископ Тура (1323—1335)
- 10 марта — Ричард Грей — английский военный деятель, 2-й барон Грей из Коднора (с 1308).
- 12 марта — Анастасия Львовна — княжна из рода Рюриковичей, дочь Льва Даниловича Галицкого, жена князя Земовита Добжинского, регент княжества (1312—1316)
- 17 марта — Рауль де ла Флеш[фр.] — епископ Сен-Бриё (1329—1335)

## Апрель
- 2 апреля:
  - Генрих Хорутанский — граф Тироля (1295—1235), герцог Каринтии и Крайны (1310—1335), король Чехии (1306, 1307—1310);
  - Жан II — маркграф Намюра (1330—1335).
- 4 апреля — Марквард фон Джесове[нем.] — епископ Ратцебурга (1309—1335))
- 8 апреля — Вернто Шенк фон Райхенек[нем.] — архиепископ Бамберга (1329—1335)
- 14 апреля — Пьер Гавейн[фр.] — епископ Вивье (1322—1326), епископ Осера (1326—1327), кардинал-священник de Saint-Étienne-le-Rond (1327—1335)
- 18 апреля — Лютер Брауншвейгский — Великий магистр Тевтонского ордена (1331—1335)

## Июль
- 11 июля — Герман II Гуммель фон Лихтенберг[нем.] — епископ Вюрцбурга (1333—1335)
- 16 июля — Генрих I фон Грюнберг[нем.] — епископ Наумбурга (1316—1335)

## Август
- 15 августа — Джон де Линдсей[англ.] — епископ Глазго (1317, 1323—1335)
- 17 августа — Рудольф Хессо — маркграф Баден-Бадена (1297—1335)
- 23 августа — Хелвига Блумертская[нидерл.] — средневековая женщина-мистик, жившая в Брюсселе
- 27 августа — Джиан Гаэтано Орсини[итал.] — кардинал-дьякон Сан-Теодоро (1316—1335)
- Принц Мориёси — японский государственный и политический деятель, принц крови и наследник трона, великий сёгун (1333) в правительстве времён реставрации Кемму, сын Императора Го-Дайго; казнён.

## Сентябрь
- 8 сентября — Эвбул ле Стрейндж, английский аристократ, первый и единственный барон Стрейндж (с 1326).
- 22 сентября — Гульельмо Токко — губернатор острова Корфу в 1330-х годах, и основатель династии Токко.

## Октябрь
- 18 октября — Эльжбета Рыкса (49) — дочь короля Польши Пшемысла II, королева-консорт Чехии и Польши (1303—1305), как жена Вацлава II королева-консорт Чехии (1306—1307), как жена Рудольфа I.
- 31 октября — Мария д’Эврё — герцогиня-консорт Брабанта, Лотье и Лимбурга (1312—1335), жена Жана III Победителя.

## Ноябрь
- 12 ноября — Раймон де Мостюэжуль[фр.] — кардинал-священник Saint-Eusèbe (1327—1335).
- 24 ноября:
  - Арно де Виа[фр.] — кардинал-дьякон de S. Eustachio (1316—1335);
  - Генрих VI Добрый (41) — сын Генриха V Брюхатого, князь легницкий и бжегский (1296—1311), последний князь Вроцлавский (1296—1335).
- 29 ноября — Мартин дес Эссарс[фр.] — советник королей Франции
- 30 ноября:
  - Абу Саид Бахадур-хан (30) — ильхан государства Хулагуидов (1317—1335);
  - Давид III де Стратбоги (26) — англо-шотландский дворянин, титулярный граф Атолл (1326—1335), командующий англо-шотландской армией в битве при Кулбиане; погиб в битве.

## Декабрь
- 16 декабря — Багдад Хатун[англ.] — жена Абу Саид Бахадур-хана, казнена.
- 31 декабря — Ринальдо II д’Эсте, правитель Феррары (с 1317) (совместно с братьями), папский викарий Феррары (с 1329), полководец.

## Дата неизвестна или требует уточнения
- Алан Гонтье[фр.] — епископ Сен-Мало (1317—1333), епископ Корнуая (1333—1335)
- Гильом I де Куси[фр.] — сеньор Куси (1321—1325)
- Горо ди Григорио[итал.] — итальянский скульптор.
- Уильям Грандисон, английский аристократ, 1-й барон Грандисон (с 1299).
- Данашили — императрица-консорт Китая (1333—1335), жена Тогон-Тэмура; казнена
- Джакомо Альберти[итал.] — епископ Кастелло (1311—1327), псевдокардинал-епископ d' Ostia e Velletri (1328—1335).
- Джон де Кромвель, английский аристократ, 1-й и последний барон Кромвель, констебль замка Чепстоу (1307—1308), констебль лондонского Тауэра (1307/8, 1310—1323 и 1326/27—1335).
- Джон II де Невилл, английский рыцарь и землевладелец, феодальный барон Хорнби (с 1309).
- Жан Арто[фр.] — епископ Марселя (1334—1335)
- Жан де Шалон[нем.] — епископ Базеля (1325—1335), епископ Лангра (1328—1335)
- Захария Михайлович — Новгородский посадник (1332)
- Иоанн Люттерел[англ.] — английский философ и теолог, канцлер Оксфордского университета (1317—1322)
- Иоанн II Орсини — деспот Эпира (1323—1335), правитель Фессалии (1332—1335), граф Кефалинии и Закинфа (1323—1324).
- Капте Габриэлли[итал.] — итальянский политический деятель, подеста Флоренции (1301—1302), отправивший в ссылку Данте Алигьери
- Махмуд ибн Али аль-Кашани[англ.] — исламский писатель
- Муханна ибн Исса[англ.] — сеньор Пальмиры и амир аль Араб (лидер сирийских бедуинов (1284—1293, 1295—1312, 1317—1320, 1330—1335)
- Олдрадус де Понте[англ.] — итальянский юрист
- Жан Пюсель — французский художник-миниатюрист, мастер, заложивший основы французской национальной живописи.
- Рукн-е-Алам[англ.] — исламский суфийский святой.
- Тэнгис, кипчак, канцлер династии Юань.
- Фёдор Давыдович, удельный князь галицкий (после 1310).
- Халифэ — дервишский шейх, учитель из Мазендерана, идеолог движения сербедаров; убит.
- Якоб де Бельвизо[англ.] — итальянский юрист